# Bufonija
Bufonija (lat. Bufonia), biljni rod iz porodica  klinčićevki. 
Rasprostranjen je od Makaronezije na istok sve do Srednje Azije, uključujući Sredozemlje, Krim, Anatoliju, Arapski poluotok, Kavkaz. Postoji tridesetak vrsta. U Hrvatskoj raste jedna vrsta Bufonia paniculata ili metličasta bufonija.

## Vrste
1. Bufonia alinihatii Özdeniz
2. Bufonia anatolica Chrtek & Krísa
3. Bufonia calderae Chrtek & B. Krísa
4. Bufonia calyculata Boiss. & Balansa
5. Bufonia capitata Bornm.
6. Bufonia capsularis Boiss. & Hausskn.
7. Bufonia chevalieri Batt.
8. Bufonia duvaljouvei Batt. & Trab.
9. Bufonia elata Boiss.
10. Bufonia enervis Boiss.
11. Bufonia ephedrina Sam. ex Rech. fil.
12. Bufonia hebecalyx Boiss.
13. Bufonia iranica Z. Rostami, Assadi & F. Ghahrem.
14. Bufonia koelzii Rech. fil.
15. Bufonia kotschyana Boiss.
16. Bufonia leptoclada Rech. fil.
17. Bufonia macrocarpa Ser.
18. Bufonia macropetala Willk.
19. Bufonia mauritanica Murb.
20. Bufonia micrantha Boiss. & Hausskn.
21. Bufonia multiceps Decne.
22. Bufonia murbeckii Emb.
23. Bufonia oliveriana Ser.
24. Bufonia ophiolithica Ristow, J. Krause & Rätzel
25. Bufonia pabotii Chrtek & Krísa
26. Bufonia paniculata Dubois
27. Bufonia parviflora Griseb.
28. Bufonia perennis Pourr.
29. Bufonia ramonensis Danin
30. Bufonia sintenisii Freyn
31. Bufonia stapfii Bornm.
32. Bufonia stricta (Sm.) Gürke
33. Bufonia takhtajanii Nersesian
34. Bufonia teneriffae Christ
35. Bufonia tenuifolia L.
36. Bufonia virgata Boiss.
37. Bufonia yildirimhanii Ilçim & Behçet